# Maf G
Maf G est la protéine de la musculoaponeurotic fibrosarcoma homolog G. C'est une petite protéine nucléaire ubiquitaire présente chez tous les mammifères. Elle est composée de 162 acides aminés et, chez l’espèce humaine, le gène la codant est situé sur le chromosome 17. Il comprend trois introns, dont le premier est non codant et deux exons. La taille des exons est respectivement de 140 et 91 pb, ce qui est caractéristique de l’espèce humaine.
Cette protéine est exprimée dans la plupart des tissus, mais à des niveaux variables. Cela dépend à la fois du tissu et de l’espèce concernée. Dans chaque cas, la régulation de MafG se fait selon un patron précis qui dépend encore une fois du tissu et de l’espèce. Chez l’homme, elle est exprimée en abondance dans les muscles squelettiques. On la trouve aussi au niveau du cœur et du cerveau. MafG est aussi la plus importante des petites Mafs dans la moelle osseuse et elle est présente dans toutes les cellules hématopoïétiques.
C’est une petite protéine dont la structure primaire est fortement conservée d’une espèce à l’autre. Elle joue un rôle dans plusieurs processus physiologiques importants comme le développement et la différenciation tissulaire. Elle est également impliquée dans l’hématopoïèse et dans la réponse au stress oxydant.
Elle fait partie de la famille des protéines Mafs, famille qui se scinde en deux catégories, les grandes et les petites Mafs.

## Famille des Mafs
Les protéines Mafs font partie de la super-famille des protéines bZIP. Les Mafs sont caractérisées par la présence de trois régions dans leur portion carboxy-terminale, soit les régions EHR, basique et la glissière à leucine.
- La région EHR, l’extended homology region, est une région riche en résidus hydrophobes et ceux-ci interagissent avec les acides aminés hydrophiles de la protéine. Cette interaction vient donner la conformation en hélice alpha amphipathique.
- La région basique est la région qui permet la liaison de la protéine avec la molécule d’ADN. Les Mafs se lient au MAREs, qui sont les sites de reconnaissance des Mafs présents sur la molécule d’ADN, grâce à un motif hautement conservé dont la séquence en acides aminés est NxxYAxxCR. C’est la présence de la tyrosine qui permet la spécificité de la liaison entre les Mafs et les MAREs.
- La glissière à leucine (leucine zipper) est une répétition de résidus hydrophobes riche en leucine. Elle est la seconde partie du domaine bZIP et c’est par cette région que s’effectue la dimérisation protéique.

Les protéines Mafs possèdent toutes ces trois régions dans leur partie carboxy-terminale et le domaine bZIP tout comme la glissière à leucine sont fortement conservés chez les différentes espèces.

## Fonctions de la protéine Maf G
La protéine Maf G est une protéine régulatrice bidirectionnelle de la transcription génique. Cela implique qu’elle peut, selon le cas, favoriser la transcription ou la réprimer. La protéine MafG se dimérise à d’autres protéines possédant le domaine bZIP, présent entre autres chez certains facteurs de transcription.
Lorsqu’un hétérodimère est formé, la protéine MafG permet à ce dernier de se lier à la molécule d’ADN via le MARE et le facteur de transcription peut ainsi induire la transcription du ou des gènes associés.
La répression de la transcription génique se fait par les homodimères des MafG et elle est dose dépendante. Quand les homodimères sont formés dans le noyau de la cellule, ceux-ci peuvent se lier aux MAREs, mais ils sont incapables d’induire la transcription puisqu’ils n’ont aucune séquence le permettant. Ils occupent le site et il est alors impossible pour un hétérodimère de venir se lier à cet endroit. C’est donc par occupation physique du site que la répression de la transcription s’effectue. Elle est dite dose-dépendante, car plus le niveau de MafG est important, plus le nombre d’homodimères formés sera grand. Ils peuvent ensuite occuper plus de sites de reconnaissances (MAREs) et la compétition avec les hétérodimères favorisera les homodimères et la répression génique en sera donc plus forte.

## Partenaire obligatoire des petites Mafs
Il existe deux familles de facteurs de transcription qui sont des partenaires obligatoires des petites Mafs. Ce sont les CNC (Cap’n’collar) et les Bach. Ceux-ci possèdent des séquences permettant d'initier ou de modifier la transcription génique, mais ils sont dans l’incapacité de se lier directement à la molécule d’ADN. Donc, pour parvenir à accomplir leur fonction respective, ils doivent d'abord se dimériser à MafG. Sinon, ils sont dans l’incapacité d’accomplir leur rôle. Il est donc impératif, pour les membres des CNC et de Bach de se dimériser à une MafG via la glissière à leucine.